# Anna Maria Roznowska
Anna Maria Rożnowska (* 1985 in Poznan, Polen) ist eine deutsche Regisseurin und Drehbuchautorin, die für ihre Arbeiten im deutschen Film bekannt ist.

## Leben und Ausbildung
Roznowska wuchs in Hamburg auf und studierte später Philosophie und Kunstgeschichte an der Adam-Mickiewicz-Universität in Poznań und Filmwissenschaft an der Freien Universität Berlin. Ab 2011 setzte sie ihr Studium im Bereich Regie an der Deutschen Film- und Fernsehakademie Berlin fort. Der von ihr inszenierte Film Bitchka wurde am 23. Oktober 2020 auf den 54. Internationalen Hofer Filmtagen uraufgeführt.

## Filmografie (Auswahl)
- 2011: Ira (Kurzfilm)
- 2012: Wo die Hunde mit den Hintern bellen (Kurzfilm)
- 2013: Europa endlos (Kurzfilm)
- 2014: I’m a Monkey[3]
- 2020: Baby Bitchka

## Auszeichnungen und Nominierungen
Roznowska wurde für ihren Film Baby Bitchka für den Förderpreis Neues Deutsches Kino und den Hofer Goldpreis für die beste Regie nominiert.